# دولت موقت

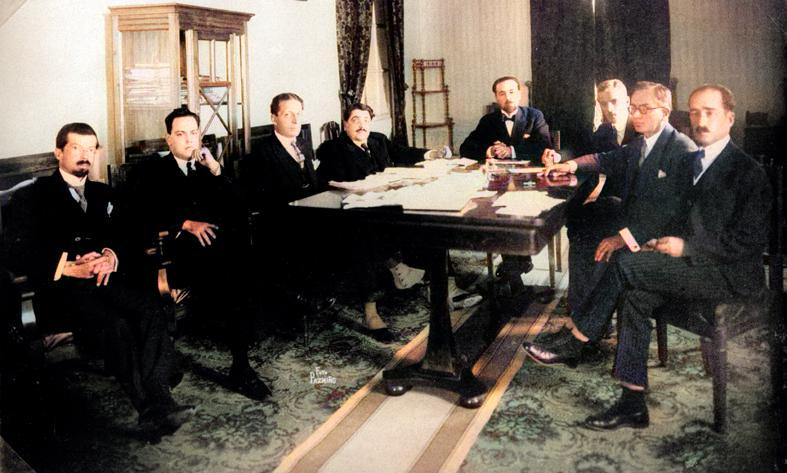
اعضای دولت موقت پس از انقلاب اکوادور در ۱۰ ژوئیه ۱۹۲۵ از چپ به راست: خولیو انریکه مورنو پناهررا، فرانسیسکو آریزاگا لوکه، مودستو لارئا جیخون، لوئیس ناپلئون دیلون سوالوس، خوزه رافائل بوستاته، فرانسیسکو جی. بولونا رولاندو و پدرو پابلو گارایکوآ کابانیلا

دولت موقت یا حکومت موقت (به انگلیسی: provisional government) به سیستم حکومتی گفته می‌شود که در شرایط اضطراری یا پس از فروپاشی حکومت و ایجاد خلأ سیاسی به‌طور موقت ایجاد می‌شود. اولین دولت‌های موقت در زمان بازنگری در قوانین سلطنتی کشورها ایجاد شده‌اند. استفاده عملی از عنوان دولت موقت اولین بار توسط شارل تالیران در سال ۱۸۱۴ در فرانسه بوده‌است. مهم‌ترین دولت موقت نیز دولت موقت روسیه بوده که پس از انقلاب روسیه در سال ۱۹۱۷ شکل گرفته‌است. در ایران نیز پس از انقلاب ۱۳۵۷ برای مدتی دولت موقت ایران توسط مهدی بازرگان تشکیل شده بود.